# Replik (svarsanförande)
För andra betydelser, se replik.

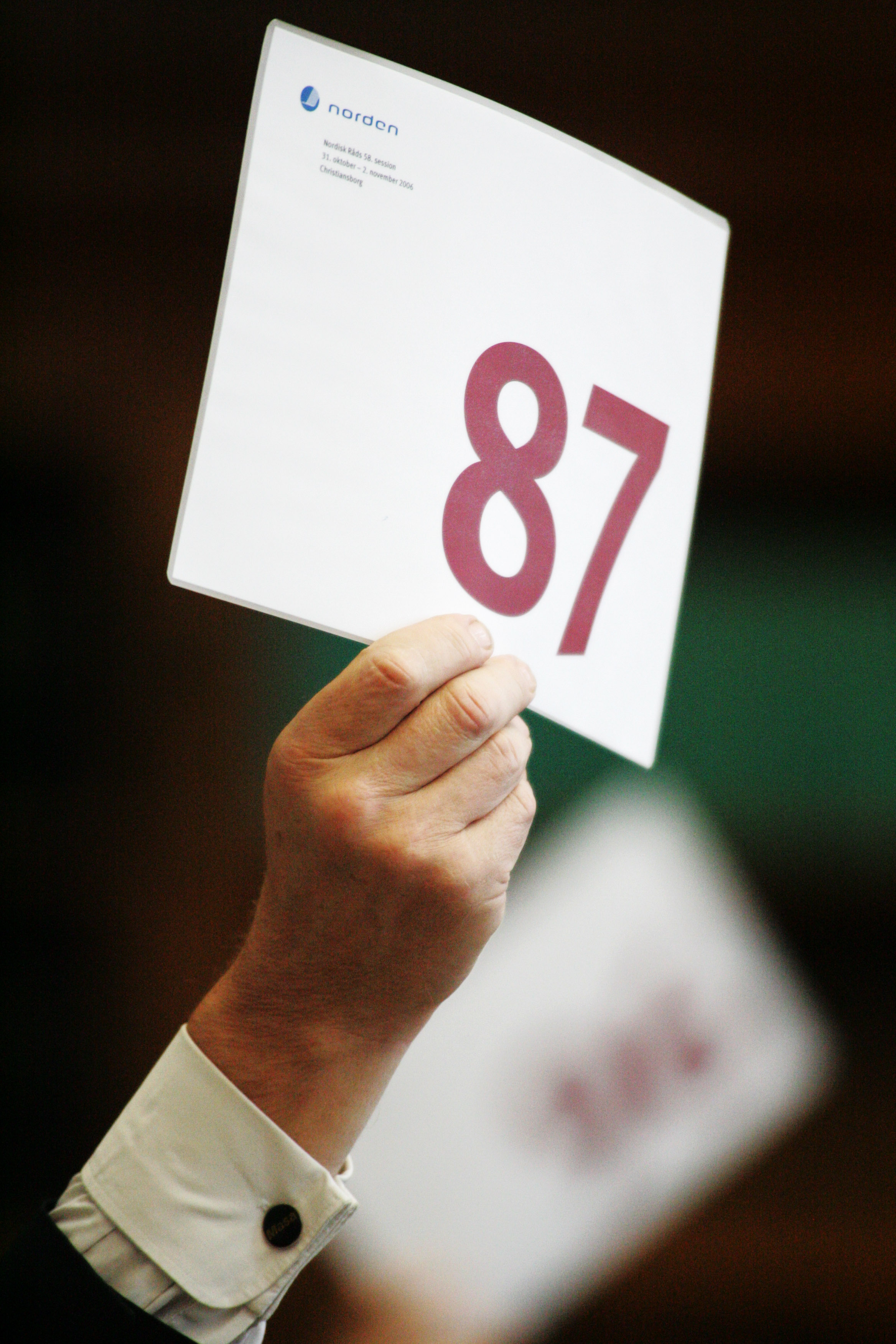
Delegater begär replik under plenum vid Nordiska rådets session i Köpenhamn 2006.

En replik är ett kortfattat svarsanförande som en person får uttala omedelbart efter en annans debattinlägg, om denne har apostroferat honom. Replik bryter således ordinarie talarlista. Begreppet finns både inom processrätten och i parlamentariska sammanhang, i det senare fallet även benämnt genmäle.